# Ābī Beyglū
Ābī Beyglū (persiska: آبی بيگلو, آبِيگلو, آبِ بِيگلو) är en ort i Iran.   Den ligger i provinsen Ardabil, i den nordvästra delen av landet, 400 km nordväst om huvudstaden Teheran. Ābī Beyglū ligger 1 331 meter över havet och antalet invånare är 5 242.
Terrängen runt Ābī Beyglū är platt åt sydväst, men åt nordost är den kuperad. Terrängen runt Ābī Beyglū sluttar norrut. Runt Ābī Beyglū är det ganska tätbefolkat, med 139 invånare per kvadratkilometer. Närmaste större samhälle är Namīn, 16,9 km norr om Ābī Beyglū. Trakten runt Ābī Beyglū består till största delen av jordbruksmark.